# Estarreja
Estarreja ((ɨ)ʃtɐ'ʁɐiʒɐ, (ɨ)ʃtɐ'ʁɐʒɐ o (ɨ)ʃtɐ'ʁeʒɐ) è un comune portoghese di 28 182 abitanti situato nel distretto di Aveiro.

## Società

### Evoluzione demografica
| Popolazione di Estarreja (1801 – 2006) | Popolazione di Estarreja (1801 – 2006) | Popolazione di Estarreja (1801 – 2006) | Popolazione di Estarreja (1801 – 2006) | Popolazione di Estarreja (1801 – 2006) | Popolazione di Estarreja (1801 – 2006) | Popolazione di Estarreja (1801 – 2006) | Popolazione di Estarreja (1801 – 2006) | Popolazione di Estarreja (1801 – 2006) | Popolazione di Estarreja (1801 – 2006) |
| -------------------------------------- | -------------------------------------- | -------------------------------------- | -------------------------------------- | -------------------------------------- | -------------------------------------- | -------------------------------------- | -------------------------------------- | -------------------------------------- | -------------------------------------- |
| 1801                                   | 1849                                   | 1900                                   | 1930                                   | 1960                                   | 1981                                   | 1991                                   | 2001                                   | 2004                                   | 2006                                   |
| 17075                                  | 26147                                  | 34041                                  | 23397                                  | 25213                                  | 26261                                  | 26742                                  | 28182                                  | 28279                                  | 28332                                  |

## Freguesias
- Avanca
- Beduído e Veiros
- Canelas e Fermelã
- Pardilhó
- Salreu